# Teresa Tanco Cordovez de Herrera
Teresa Tanco Cordovez de Herrera (1859-1946) est une pianiste et compositrice colombienne.  

## Biographie
Teresa Tacon nait dans une famille aisée en 1859. Elle reçoit une éducation privilégiée et une formation musicale auprès de Vicente Vargas de la Rosa (1833-1891).
À 15 ans elle part étudier à Paris avec Ritter, participant à un cours dans lequel elle rencontre Camille Saint-Saens.
Elle voyage en Europe avec sa sœur en 1882 et fait ses débuts à Paris à la Salle Pleyel où les critiques lui sont favorables.
Elle a été mariée à Alejandro Herrera.
Elle meurt à Bogota en 1946,,.

## Œuvres

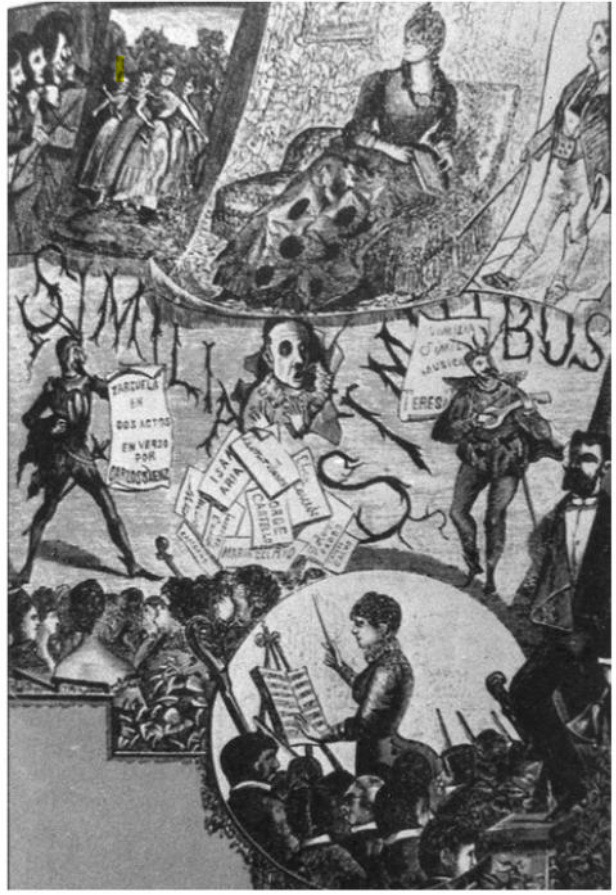
Dessin fait par Helena Tanco de Gómez pour la première de la zarzuela Similia Similibus

Elle a composé pour voix, des pièces sacrées et une zarzuela. 
- Similia Similibus , zarzuela sur un texte de Carlos Sáenz Echeverría, créée pour l'anniversaire de son père en 1883[1]
- L'Aube (las tres de la mañana), polka[1]
- La primavera, Souvenir de Royar, Cigüeñas, valses[1]
- Jesu dulce, pour voix a cappella[1]
- Ecce Panis, pour voix a cappella[1]
- Tamtum ergo, pour voix a cappella[1]